# Trichoniscoides lusitanus
Trichoniscoides lusitanus là một loài chân đều trong họ Trichoniscidae. Loài này được Vandel miêu tả khoa học năm 1945.